# فرودگاه شهرستان آرنزاس (تگزاس)
فرودگاه شهرستان آرنزاس (تگزاس) (به انگلیسی: Aransas County Airport) یک فرودگاه همگانی بهره‌برداری هوایی با کد یاتا RKP است که یک باند فرود آسفالت دارد و طول باند آن ۱۷۰۹ متر است. این فرودگاه در شهر راکپرت، تگزاس کشور ایالات متحده آمریکا قرار دارد و در ارتفاع ۷ متری از سطح دریا واقع شده است.